# Деген, Арпад
Арпад фон Деген (венг. Árpád von Degen или венг. Árpád Degen, или венг. Árpád Dégen, 31 марта 1866 — 30 марта 1934) — венгерский ботаник и медик.

## Биография
Арпад фон Деген родился в Братиславе 31 марта 1866 года.
В 1889 году получил медицинскую степень.
Главной областью его научных интересов было изучение флоры. В частности, он исследовал флору штата Миссури; флору Европы, и, в частности, флору Балканов.
Арпад фон Деген умер 30 марта 1934 года.

## Научная деятельность
Арпад фон Деген специализировался как на папоротниковидных, так и на семенных растениях.

## Некоторые публикации
- Egy új Ajuga fajról: (Ajugæ species nova [A. piskoi].) 1896.
- Wulfenia Baldaccii: Egy új Wulfenia faj a Balcan-félszigetről (Wulfenia baldaccii: una nueva especie de Wulfenia de la Península.) 1897.
- Nevezetesebb botanikai felfedezések a Balkán félsziget területéről (Notables descubrimientos botánicos en el territorio de la península de los Balcanes.) 1901.
- Magyar botanikai lapok (Placas de botánicos húngaros.) 1902.
- Studien über Cuscuta-Arten (Estudios sobre Cuscuta spp.) 1912.
- A heréseinket károsító arankákról. 1921.
- A Magyar Tudományos Akadémia szerepe a növénytani tudományok fejlődésében (El papel de la Academia Húngara de Ciencias en el desarrollo de la botánica.) 1933.
- Flora velebitica — 4 vols. Prensa Académica, Academia de Ciencias de Hungría. 1936—1938.

## Почести
Род растений Degenia был назван в его честь.